# Team Menard
Team Menard var ett racingteam från USA, som tävlade i IndyCar Series med stora framgångar i seriens början i slutet av 1990-talet.

## Historia
Stallet grundades av John Menard, en rik racingentusiast som ägde företaget Menards. Team Menard tävlade till en början i Champ Car, och modifierade Buickmotorer till Champ Car så pass bra att Scott Brayton kunde ta pole för Indianapolis 500 1995 med teamet. Året därpå tog Brayton återigen pole position i svagare konkurrens, men förolyckades på en träningssession mellan kvalet och racet. Tony Stewart vann mästerskapet i IndyCar 1997, och Greg Ray vann serien 1999, efter att Stewart flyttat till Nascar. När mängder av CART-team kom till serien i början av 2000-talet förlorade Menard sin konkurrenskraft, och inför 2004 gick teamet in i Panther Racing.